# Países Baixos nos Jogos Olímpicos de Verão de 1908
Os Países Baixos participaram dos Jogos Olímpicos de Verão de 1908 em Londres, no Reino Unido. Conquistaram duas medalhas de bronze. Foi a segunda vez que o país participou dos Jogos Olímpicos.